# Obdulio Varela
Obdulio Jacinto Muiños Varela (20. september 1917 – 2. august 1996) var en uruguayansk fodboldspiller, der var anfører på det uruguayanske landshold, der sensationelt vandt guld ved VM i 1950 i Brasilien, efter den legendariske finalesejr over værtsnationen. Han var desuden med til at nå semifinalerne ved VM i 1954 og at vinde Copa América i 1942.